# 勞工黨
勞工黨可以指：
- 勞工黨 (巴西)
- 美國勞工黨
- 進步勞工黨
- 社會主義勞工黨
- 美國共產主義勞工黨
- 明尼苏达民主-农民-劳工党